# Maria Elisabetta Renzi
Maria Elisabetta Renzi (Saludecio, 19 novembre 1786 – Coriano, 14 agosto 1859) è stata una religiosa italiana, fondatrice, nel 1839, della Congregazione delle Maestre Pie dell'Addolorata; è stata proclamata beata nel 1989 da Giovanni Paolo II.

## Biografia
Maria Elisabetta Renzi, nata da una famiglia abbiente, fu educata dalle monache clarisse per poi fondare, nel 1839, la Congregazione delle Maestre Pie dell'Addolorata a Coriano nei pressi di Rimini.
Nel 1828 elaborò il Regolamento delle Povere del Crocifisso, alcune norme di vita spirituale e comunitaria. Tali regole vertono sul distacco dal mondo per vivere lo spirito della croce, indispensabile per «fare la più amorevole conversazione con lo Sposo divino e sentire l'amorosa sua voce nella solitudine e nel raccoglimento di spirito».
Il 26 agosto 1839, mons. Francesco Gentilini, Vescovo di Rimini eresse canonicamente la nuova congregazione delle Maestre Pie dell'Addolorata.
Il 29 agosto dello stesso anno, nella Chiesa parrocchiale di Coriano, Elisabetta Renzi e dieci sue compagne vennero consacrate nell'ordine delle Maestre Pie dell'Addolorata. Dopodiché, Madre Elisabetta fondò le comunità delle Maestre Pie dell'Addolorata a Sogliano al Rubicone, Roncofreddo, Faenza, Cotignola, Savignano sul Rubicone, Mondaino.
Morì il 14 agosto 1859 a Coriano.
Venne beatificata da papa Giovanni Paolo II nel 1989, ricorre la sua memoria nel giorno della morte.